# لیدی ال
لیدی ال (به انگلیسی: Lady L) رمانی از نویسنده فرانسوی رومن گاری است که آن را در سال ۱۹۵۸ به زبان انگلیسی نوشت و بعدها به زبان فرانسه نیز برگرداند.
این رمان داستان عشق دو فرانسوی به همراه مبارزات سیاسی آن‌ها در قالب آنارشیزم و رویارویی عشق و سیاست است. این کتاب آکنده از ذکر مکاتب هنری، فلسفی و سیاسی است.
ترجمه‌ای از این نسخه در سال ۱۳۶۳ توسط مهدی غبرایی انجام گرفت و توسط انتشارات نیلوفر به چاپ رسید.

## شخصیت‌ها در لیدی ال
- انت بودن: نام اصلی لیدی ال.
- آرمان دنی: معشوق انت بودن که در نزدیکی کشیش شدن تغییر مسیر می‌دهد و به یک آنارشیست فردگرا تبدیل می‌شود. او کتابی به نام «عصر شورش» نوشت که تحلیلی بود بر عقاید آنارشیستی اش.
- سر پرسی رادینر: معروف به «اُلد سیلی» (Old Silly: پیر خرفت) خدمتگزار لیدی ال که از وی تقاضای ازدواج می‌کند. وی در شهر رن به دنیا آمد و از شاعران رمانتیک فرانسه بود.
- آلفونس لوکور: قمارباز مشهور پاریس و از سلاطین دنیای زیرزمینی به‌شمار می‌رفت. او بعدها تحت تأثیر عقاید آرمان دنی، به یک آنارشیست تبدیل می‌شود.
- ساپر اومالی: دوست ایرلندی و صمیمی و کوتاه قد آلفونس لوکور بود و در دنیای زیرزمینی «ساپر لیپوپت» (ساپر بی همه چیز) لقب گرفت. وی برای لردهای انگلیسی دو بار جایزهٔ ملی اسب سواری را برد تا اینکه در یک اسب سواری گردنش شکست.
- دوک گلندیل: اولین اشراف زاده‌ای که فهمید لیدی ال اشراف زاده نیست و با وی ازدواج کرد.
- لرد ال: همسر دوم لیدی ال.